# Ullevaal Stadion
Az Ullevaal Stadion Oslóban található. 2007 márciusától itt játssza hazai mérkőzéseit a norvég válogatott. Ez a hazai pályája továbbá az FC Lyn Oslónak és a Vålerenga IF-nek is. A stadion befogadóképessége jelenleg 25 572 fő.
A stadionban a legtöbb néző, szám szerint 35 495 egy 1935-ös Norvégia-Svédország mérkőzésen volt. Az FC Lyn Oslo meccsein a legnagyobb nézőszám 35 000 volt az 1946-os Saprsborg elleni Norvég Kupa-elődöntőn. Érdekesség, hogy a mérkőzést a stadionban lévőkkel együtt 60 000 ember követte figyelemmel.

## Története
A stadiont 1926. szeptember 26-án nyitották meg. Hamarosan nemzeti válogatottak mérkőzéseit tartották benne, az elsőt 1927-ben, akkor Norvégia játszott Dánia ellen.

## Elérhetőség
Ullevaal Stadion

Sognsveien 75 J

Serviceboks 1 US

0840 Oslo

Norvégia

## Külső hivatkozások
- Ullevaal-stadion.no - Hivatalos oldal